# Кристин Чапел
Кристин Чапел — персонаж вселенной «Звёздный путь», медсестра Звёздного флота, участница пятилетней миссии на звездолёте Энтерпрайз NCC-1701 под командованием капитанов Кристофер Пайка и Джеймса Кирка в сериалах оригинальном сериале, Звёздный путь: Анимационный сериал, Звёздный путь: Странные новые миры и фильмах Звёздный путь и Звёздный путь 4: Дорога домой. Персонаж создавался Джином Родденберри специально для актрисы Меджел Барретт, которая впервые сыграла Чапел в эпизоде «Время обнажиться», затем она появилась в эпизоде «Из чего сделаны девочки?» как постоянный член экипажа корабля. До этого Меджел Баррет играла лейтенанта в пилотном эпизоде «Клетка». В сериале «Звёздный путь: Странные новые миры» роль Кристин Чапел исполняет Джесс Буш.

## Биография
Основная часть биографии медсестры Кристин Чапел рассказывается в эпизоде «Из чего сделаны девочки?». Ради пятилетней миссии на «Энтерпрайзе» Кристин отказалась от карьеры биолога и поступила на службу в Звёздный флот в надежде однажды в глубоком космосе встретиться со своим женихом доктором Роджером Корби, пропавшем со своей экспедицией на заснеженной планете Exo-III, температура на которой достигает −100°С. Спустя пять лет после исчезновения доктора Корби, Чапел была назначена на «Энтерпрайз» под командованием капитана Джеймса Кирка. Она получила должность старшей медсестры при судовом враче Леонарде Маккое. Вскоре после начала пятилетней миссии по исследованию космоса и поиску внеземных цивилизаций звездолёт достиг планеты Exo-III. Телепортировавшись на планету, Чапел и Кирк выясняют, что Корби не погиб, а живёт под землёй и создаёт андроидов, воспользовавшись знаниями давно погибшей цивилизации. Джеймс Кирк попадает в плен к доктору Корби и тот создаёт андроида —— точную копию капитана. Доктор собирается захватить звездолёт и поселиться в одной из колоний землян, чтобы сделать из них андроидов, тем самым избавив от чувств. Решительные действия капитана срывают планы Корби, а в одной из схваток он повреждает руку и Чапел с Кирком узнают, что доктор тоже превратил себя в машину. Корби уничтожает себя вместе с последним андроидом. Посомневавшись, Кристин Чапел остаётся служить на «Энтерпрайзе».

## Отношения со Споком
В эпизоде «Время обнажиться» на корабль с планеты Пси-2000 попал вирус, высвобождающий скрытые чувства и эмоции человека, постепенно им заразился почти весь экипаж, включая Кристин Чапел, она признаётся Споку в любви, зная что тот вулканец и ему чужды чувства. В эпизоде «Пасынки Платона» платонианцы телепатически вынуждают Кристин и Спока поцеловаться. Эпизод «Время ярости» является необычным в том плане, что Споку раз в 7 лет необходимо высвобождать сексуальную энергию из организма и ведёт он себя в это время крайне агрессивно. Кристин Чапел, принёсшая вулканский суп Споку оказалась выгнанной из его каюты, а тарелку с супом вулканец бросил в стену. В эпизоде «Возвращение в завтра» сознание Спока временно переносится в тело Кристин.

## В полнометражных фильмах
Кристин появляется в двух полнометражных фильмах: «Звёздный путь: Фильм» и «Звёздный путь 4: Путешествие домой». В первой картине Чапел стала врачом, а в «Путешествии домой» она и Дженис Рэнд были размещены в штаб-квартире Звёздного флота в Сан-Франциско. В фильме 2009 года её голос можно услышать за кадром. В фильме «Стартрек: Возмездие» есть небольшая сцена, в которой Кэрол Маркус рассказывает Кирку, что Чапел уехала на далёкую станцию, чтобы стать медсестрой.